# Ottenmolen

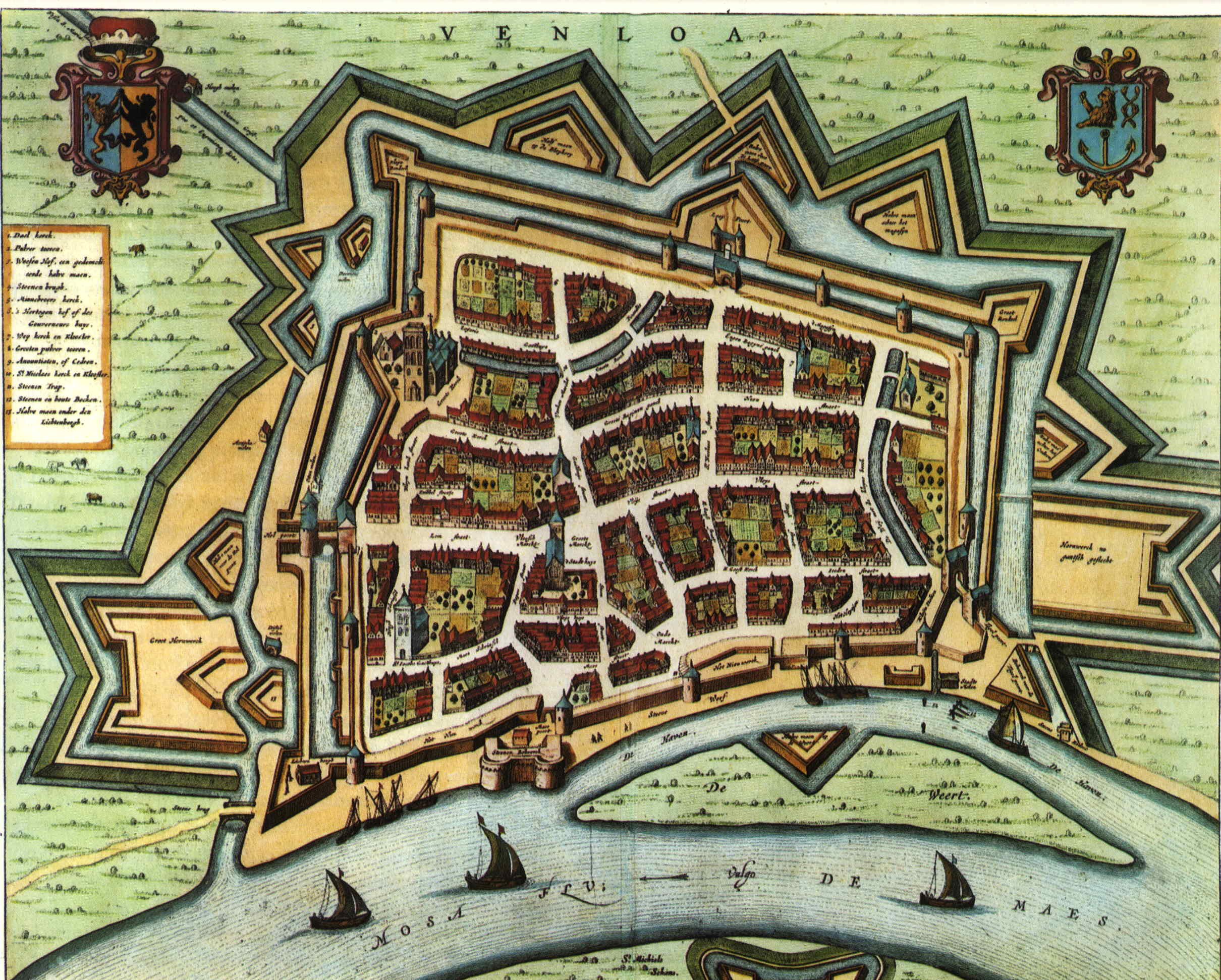
Kaart van Venlo uit 1652 van Joan Blaeu, met geheel links de Ottenmolen

De Ottenmolen is een verdwenen watermolen in de wijk Rosariumbuurt in de Nederlandse stad Venlo.
De precieze locatie is af te lezen op een kaart van Joan Blaeu uit 1652. De molen lag aan de buitenzijde van de vestingwerken, even ten oosten van de Helpoort. Venlo had in die tijd twee grachten rond de vestingwerken aangelegd. De Ottenmolen lag op de buitenste oever van de binnengracht.
Vermoedelijk dateert de molen uit de 16e of 17e eeuw. De molen werd aangedreven door het water uit de Helbeek. De molen zorgde voor waterafvoer aan de noordzijde van de vesting naar de Maas. Onbekend is of de molen een additionele functie had.
Waar de naam Otten vandaan komt is niet duidelijk, maar vermoedelijk is de molen wel de oorsprong van de latere familienaam Ottenheym (huis van Otten) naar wie een tweetal monumentale panden in de binnenstad zijn vernoemd (zie Lijst van gemeentelijke monumenten in Venlo (gemeente)).
Benders Molen · Bovenste Molen · Distelmolen · Geërfdenmolen · Molen van Geurts · Goofersmolen · Goossensmolentje · Hellmolen · Holtmeule · Italiëmolen · Jansens Standerdmolen · Laaghuismolen · Lohofsmolen · Maagdenbergsmolen · Maalbekermolen · Molen van het Aldt Huys · De Meule · Munnikemolen · Oliemolen · Onderste Molen · Ottenmolen · Panhuismolen · Patersmolen · Peetersmolen · Picardiemolen · Polvermolen · Sint-Antoniusmolen · Spanjaertsmolen · Stadsmolen · Molen van Van der Steen · Rijstpelmolen Van Dinteren · Rosmolen Verzijl · Villegerveldsmolen · Watermeule · Watermolen Lomm · Weizemolen · Wymarse Molen